# Rödörad bulbyl
Rödörad bulbyl (Pycnonotus jocosus) är en vida spridd och vanlig asiatisk tätting i familjen bulbyler som också etablerat frilevande populationer på andra platser i världen.

## Utseende
Rödörad bulbyl är en knappt traststor och långstjärtad fågel med en kroppslängd på 20 centimeter. Den är brun ovan och vit under med ett brutet bröstband och röd undergump. Mest karakteristiskt är det svarta huvudet som pryds med en rejäl tofs. Bakom ögat syns en liten kindfläck som är röd överst och vit nederst. På så sätt skapas som en svart mustasch från näbben till halssidan. 

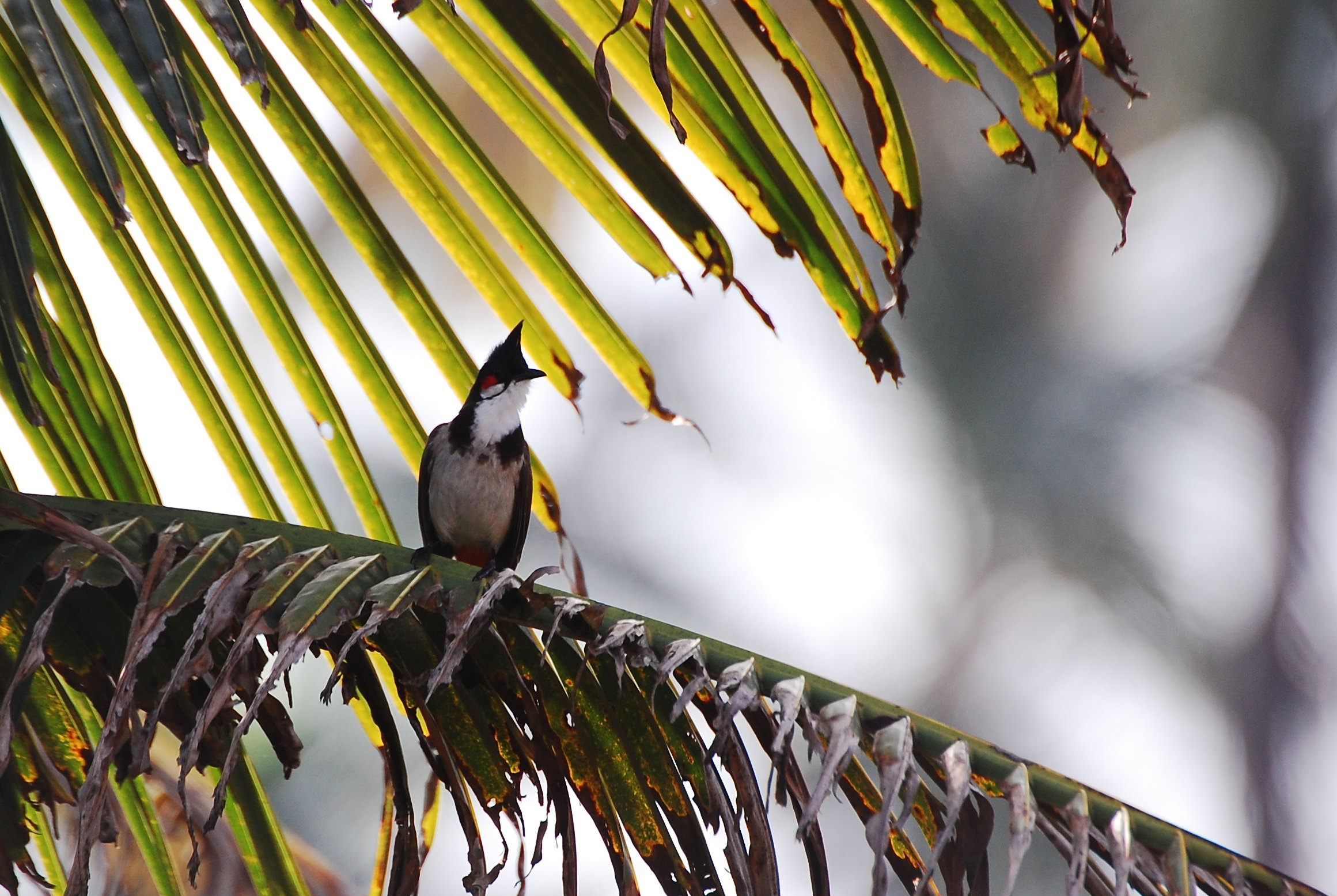
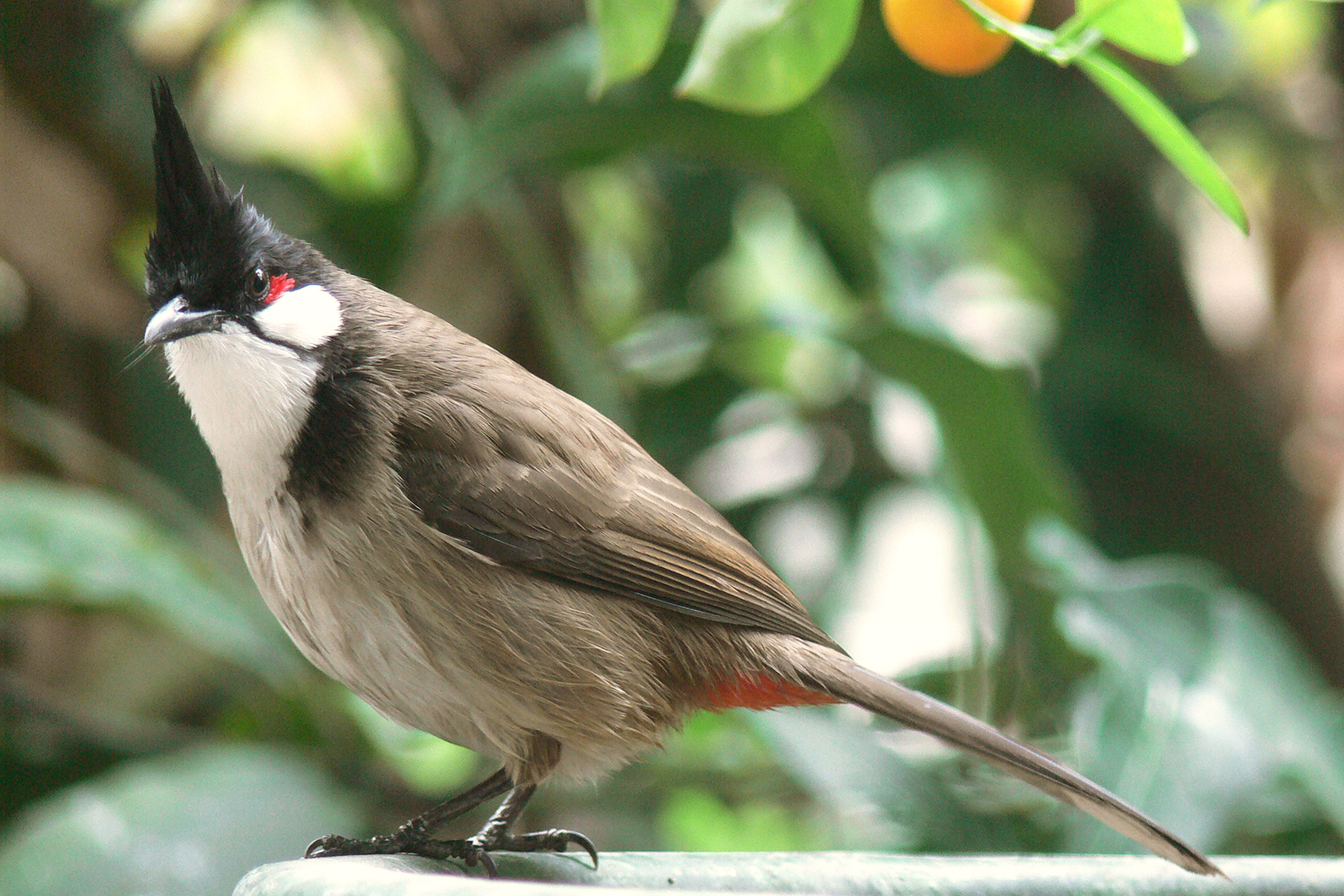
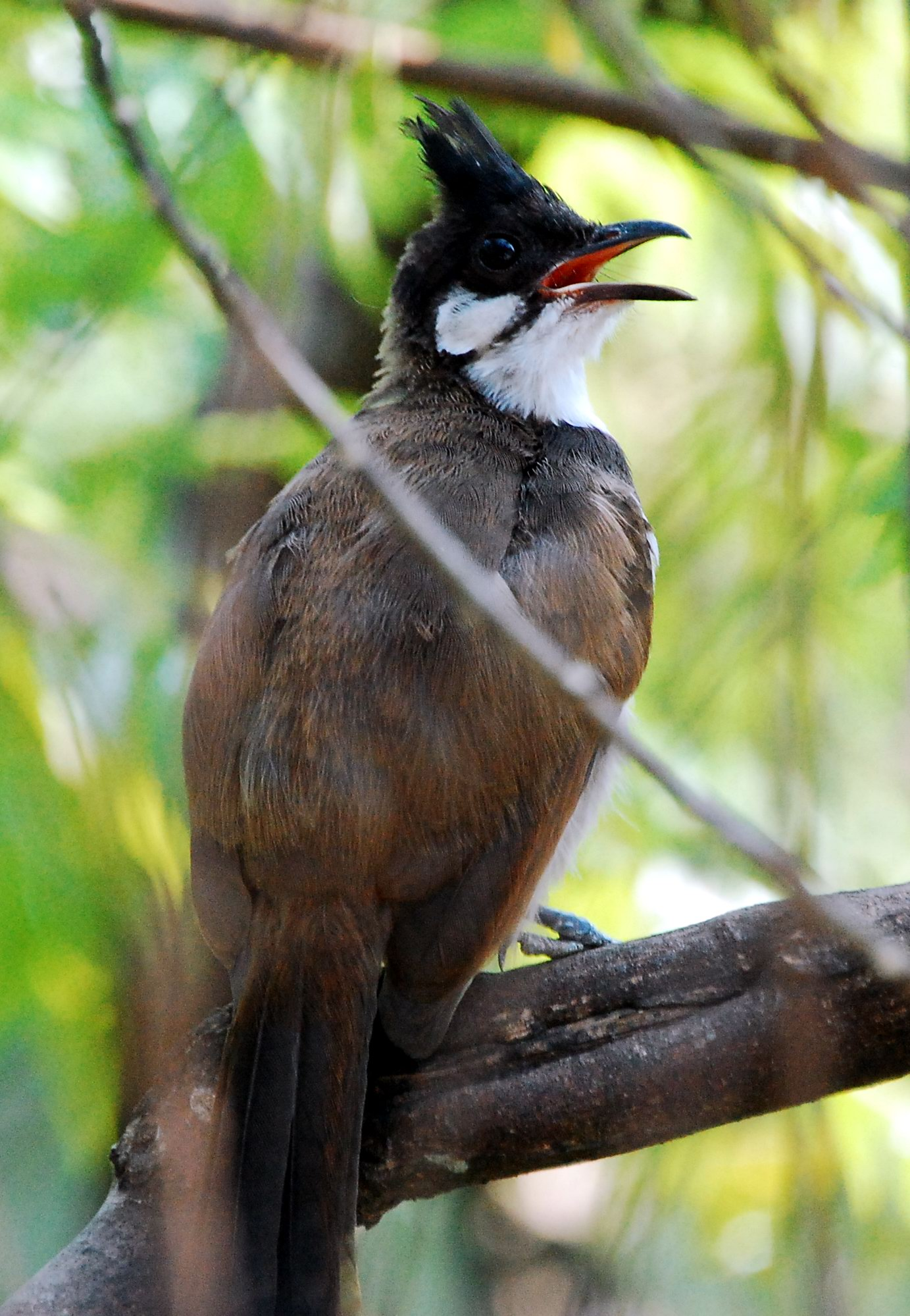
Ungfågel som saknar den röda kindfläcken.

## Läten
Bland lätena hörs livliga ljud som i engelsk litteratur återges "pettygrew" eller "kick-pettygrew".

## Utbredning och systematik
Rödörad bulbyl delas in i nio underarter med följande utbredning:
- Pycnonotus jocosus jocosus – förekommer i södra Kina (Guizhou till Guangxi, östra Guangdong och Hongkong)
- Pycnonotus jocosus fuscicaudatus – förekommer i västra Indien (Tapitifloden till Kerala och norra Chennai)
- Pycnonotus jocosus abuensis – förekommer i västra Indien (norra Bombay, sydvästra Rajasthan)
- Pycnonotus jocosus pyrrhotis – förekommer i Nepaldalen och norra Indien (östra Punjab till Bihar)
- Pycnonotus jocosus emeria – förekommer i låglänta områden från östra Indien till Myanmar och sydvästra Thailand
- Pycnonotus jocosus whistleri – förekommer på Andamanerna
- Pycnonotus jocosus monticola – förekommer i östra Himalaya från Sikkim till norra Burma och sydvästra Kina (Yunnan)
- Pycnonotus jocosus pattani – förekommer i Thailand, norra Malaysia och södra Indokina
- Pycnonotus jocosus hainanensis – förekommer i norra Vietnam och sydöstra Kina (södra Guangdong); Naozhou Island

Fågeln har också införts och etablerat frilevande populationer i Australien, Saudiarabien, USA och Seychellerna samt på öarna Mauritius och Réunion.

## Levnadssätt

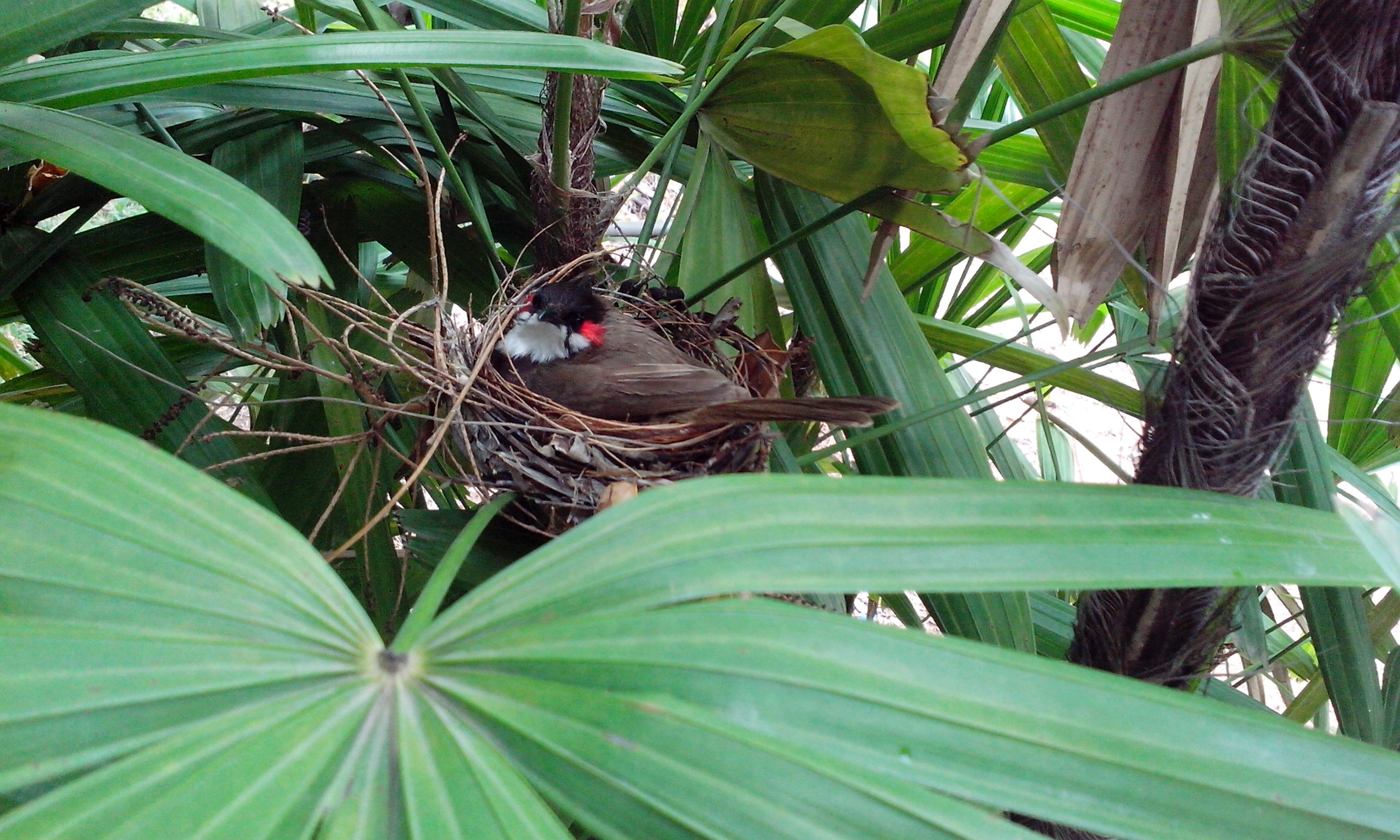
Rödörad bulbyl på bo.

Arten trivs i öppen skogsmark och ungskog. Den häckar från december till maj i södra Indien och från mars till oktober i norra Indien. Den livnär sig av frukt, inklusive den av giftiga oleanderarten Cascabela thevetia som är giftiga för djur, men även nektar och insekter. 

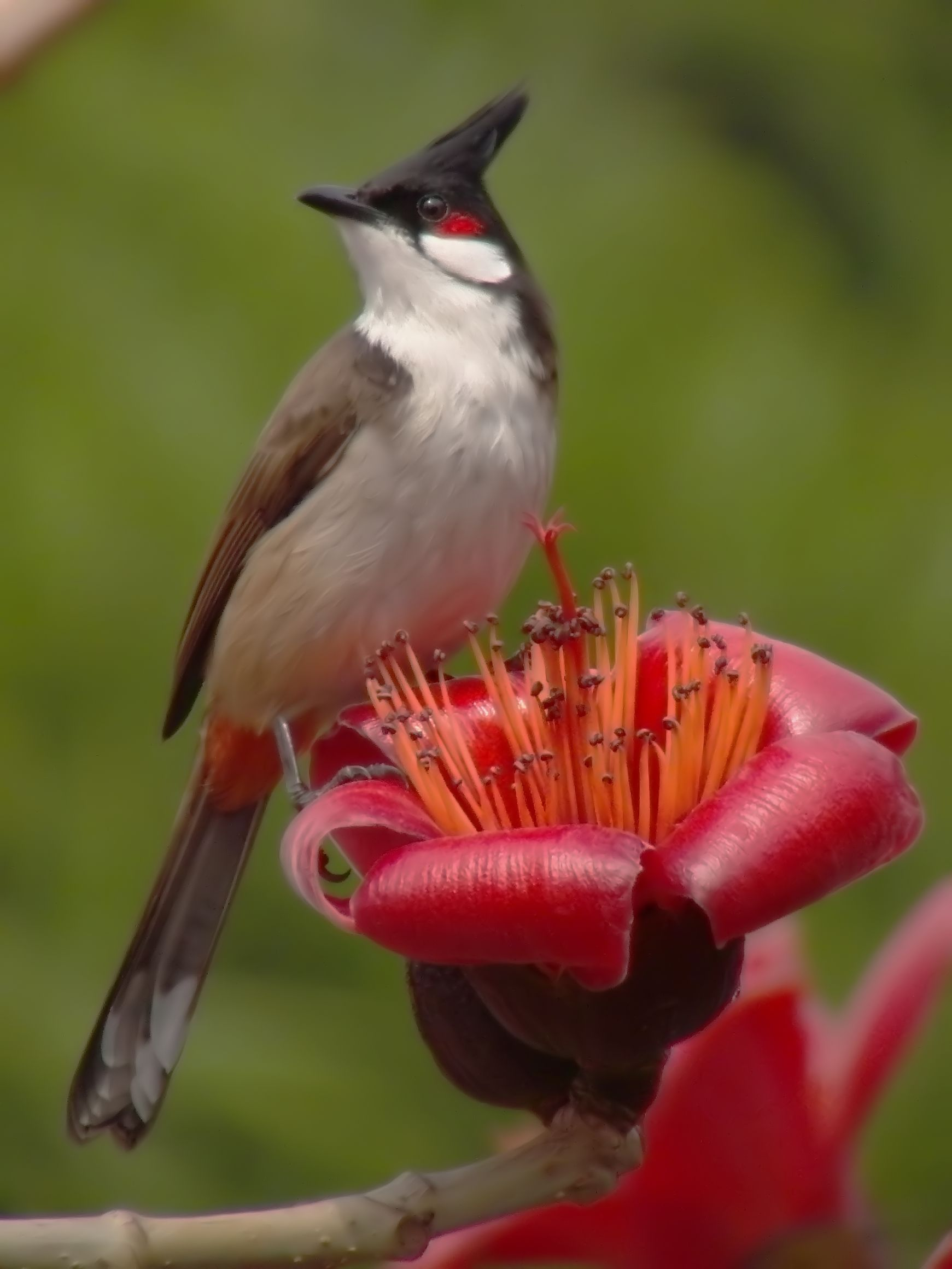
Födosökande rödörad bulbyl.

## Status och hot
Arten har ett stort utbredningsområde och en stor population, men tros minska i antal till följd av både jakt och fångst för vidare försäljning i burfågelsindustrin. Den minskar dock inte tillräckligt kraftigt för att den ska betraktas som hotad. Internationella naturvårdsunionen IUCN kategoriserar därför arten som livskraftig (LC). Världspopulationen har inte uppskattats men den beskrivs som vanlig i många områden, till och med mycket vanlig i södra och västra Indien samt i Hongkong.